# Noalhat
Noalhat ist eine französische Gemeinde mit 230 Einwohnern (Stand: 1. Januar 2022) im Département Puy-de-Dôme in der Region Auvergne-Rhône-Alpes (vor 2016 Auvergne). Die Gemeinde gehört zum Arrondissement Thiers und zum Kanton Maringues (bis 2015 Châteldon).

## Geografie
Noalhat liegt etwa 28 Kilometer südlich von Vichy und etwa 29 Kilometer ostnordöstlich von Clermont-Ferrand am Dore, der die Gemeinde im Westen begrenzt. Umgeben wird Noalhat von den Nachbargemeinden Paslières im Norden und Osten, Dorat im Süden und Osten, Crevant-Laveine im Westen und Südwesten sowie Vinzelles im Westen und Nordwesten.

## Bevölkerungsentwicklung
| Jahr                       | 1962 | 1968 | 1975 | 1982 | 1990 | 1999 | 2006 | 2013 |
| Einwohner                  | 176  | 158  | 144  | 126  | 149  | 160  | 218  | 246  |
| Quellen: Cassini und INSEE |      |      |      |      |      |      |      |      |

## Sehenswürdigkeiten
- Kirche Notre-Dame